# Ryszard Szparak
Ryszard Szparak (* 2. Juli 1951 in Olsztyn) ist ein ehemaliger polnischer Hürdenläufer, dessen Spezialstrecke die 400-Meter-Distanz war.
Szparak startete für den Club Gwardia Olsztyn und war der beste polnische 400-Meter-Hürdenläufer zu Beginn der 1980er Jahre. Bei den Olympischen Spielen 1980 in Moskau erreichte er das Halbfinale. Bei den Leichtathletik-Europameisterschaften 1982 in Athen wurde er Fünfter im Finallauf über 400 Meter Hürden und erreichte mit der polnischen Mannschaft in der 4-mal-400-Meter-Staffel den vierten Platz. 
Sein stärkstes Jahr hatte er 1983. In diesem Jahr erreichte er mit 49,17 s seine persönliche Bestzeit über 400 Meter Hürden. Er kam bei den Leichtathletik-Weltmeisterschaften 1983 in Helsinki in den Endlauf und erreichte den achten Platz. Insgesamt wurde er fünfmal polnischer Meister im Hürdenlauf und verbesserte den Landesrekord ebenfalls fünfmal. Seine 49,17 s sind bis heute die drittbeste Zeit in der Geschichte der polnischen Leichtathletik über 400 Meter Hürden.